# Max Abegglen
Max „Xam” Abegglen (Neuchâtel, 1902. április 11. – Zermatt, 1970. augusztus 25.) svájci labdarúgócsatár. Öccse a szintén válogatott labdarúgó André Abegglen.
A svájci válogatott tagjaként részt vett az 1924. évi és az 1928. évi nyári olimpiai játékokon, előbbin ezüstérmet nyert. A „Xam” becenévre hallgatott, a Neuchâtel Xamax labdarúgócsapat neve is ebből keletkezett.